# Bumpy Johnson
Bumpy Johnson, wł. Ellsworth Raymond Johnson (ur. 31 października 1905 w Charleston, zm. 7 lipca 1968 w Nowym Jorku) – amerykański gangster, handlarz narkotykami.

## Życiorys
Urodził się 31 października 1905 r. w Charleston w Karolinie Południowej. Pseudonim bumpy otrzymał jeszcze w dzieciństwie za sprawą guza z tyłu głowy. W wieku 10 lat przeniósł się na północ, by uniknąć linczu, którego tłum chciał dopuścić się na jego bracie. Jako nastolatek wprowadził się do siostry mieszkającej w nowojorskim Harlemie. W latach 1920. kilkukrotnie odsiadywał kary więzienia, a w następnej dekadzie zrobił karierę u boku przywódczyni gangu Stephanie St. Claire, osiągając funkcję szefa mafijnego biznesu hazardowego. Jako prawa ręka St. Claire, miał znaczący udział w walce z żydowskim gangiem Dutcha Schultza.
Po śmierci Schultza z ręki Lucky’ego Luciano, Johnson związał się z włoską mafią. W następnych latach rozszerzył działalność o handel narkotykami i stał się królem Harlemu, gdyż w ramach układu z jedną z czołowych rodzin mafijnych Nowego Jorku uzyskał licencję na działalność w zamian za udziały w zyskach. Aresztowany u szczytu kariery w 1952 r. za handel heroiną, został skazany na 15 lat więzienia w Alcatraz. Przypisywano mu organizację w 1962 r. nieudanej ucieczki z tego więzienia trzech skazańców. Zwolniony z więzienia w 1963 r., po powrocie do Harlemu został przywitany paradą na swoją cześć. Po zwolnieniu powrócił do działalności przestępczej, którą prowadził do śmierci. Zmarł 7 lipca 1968 r. w Nowym Jorku z powodu zawału serca.
Jego bliskim przyjacielem z dzieciństwa był Malcolm X, jeden z przywódców ruchu afroamerykańskiego w USA. Johnson pomógł też w elekcji pierwszego czarnego kongresmena z Nowego Jorku, pastora Adama Claytona Powella Jr. W późniejszych latach jego prawą ręką był Frank Lucas, bohater filmu Amerykański gangster. W czasie odsiadywania kar więzienia rozwinął pasję pisania poezji, a za sprawą zamiłowania do książek i filozofii zyskał pseudonim profesor. Był także utalentowanym szachistą.
Na podstawie jego życiorysu powstały serial Ojciec chrzestny Harlemu, film Gangster i film American Gangster w których w rolę Johnsona wcielali się odpowiednio Forest Whitaker, Laurence Fishburne oraz Clarence Williams III. Laurence Fishburne zagrał też postać inspirowaną Johnsonem w filmie Cotton Club.